# Saint-Loubert
Saint-Loubert is een gemeente in het Franse departement Gironde (regio Nouvelle-Aquitaine) en telt 129 inwoners (1999). De plaats maakt deel uit van het arrondissement Langon.

## Geografie
De oppervlakte van Saint-Loubert bedraagt 2,1 km², de bevolkingsdichtheid is 61,4 inwoners per km².
De onderstaande kaart toont de ligging van Saint-Loubert met de belangrijkste infrastructuur en aangrenzende gemeenten.

## Demografie
Onderstaande figuur toont het verloop van het inwonertal (bron: INSEE-tellingen).